# 奧伊溫德·莫斯特魯普

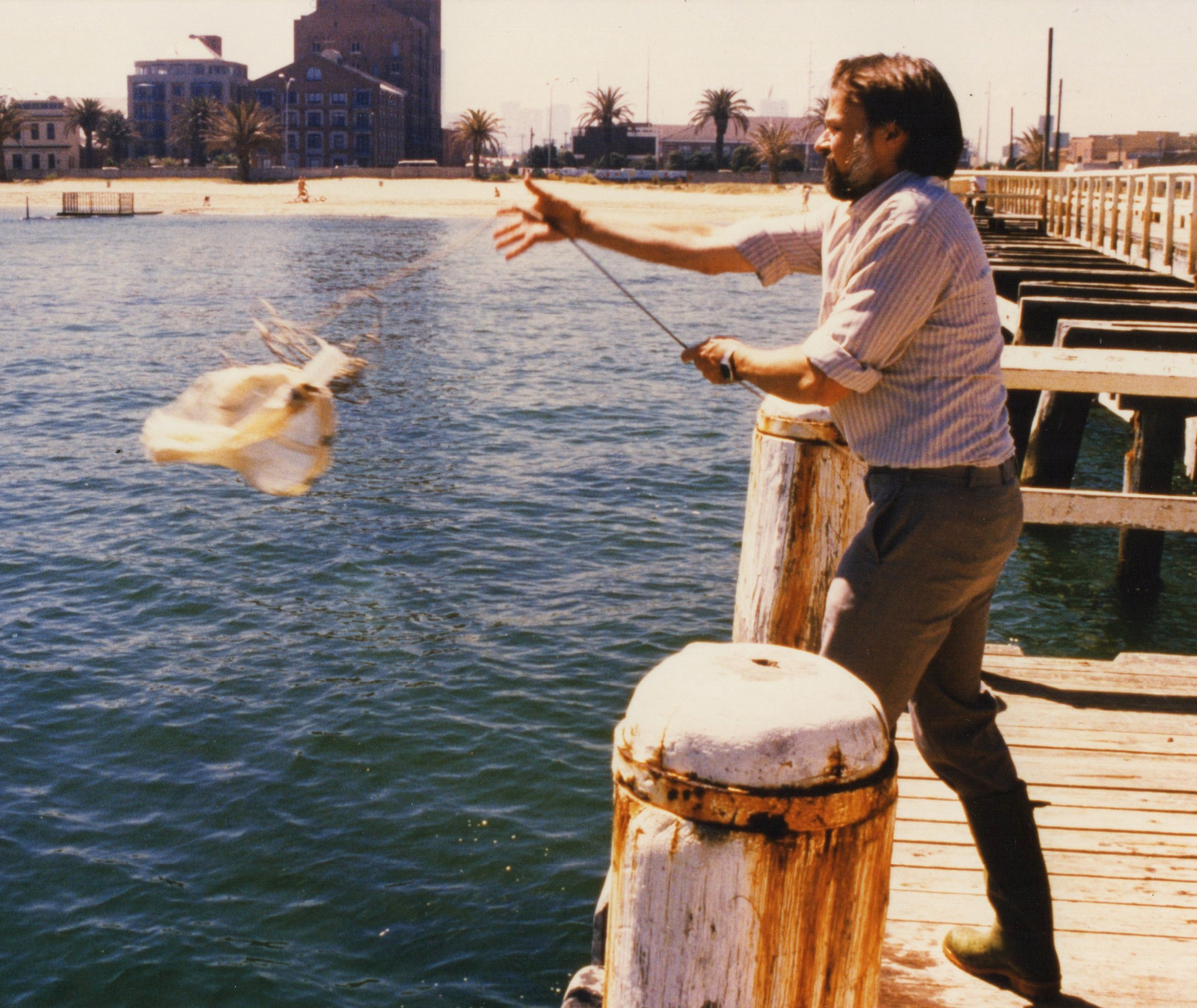
1988年奧伊溫德·莫斯特魯普在澳洲阿德萊德

奧伊溫德·莫斯特魯普（丹麥語：Øjvind Moestrup；1941年12月15日—）是一位丹麦的水生植物學家，專門研究藻類的分類。現時他在哥本哈根大学植物學研究院的海洋植物學部工作，也是生物學系的榮譽教授，已出版了接近100份研究論文。

## 簡歷
莫斯特魯普於1983年在哥本哈根大学取得生物學的哲學博士資歷，之後在丹麥漁業部（即現時的食品、農業及漁業部漁業司）的漁業監察服務工作。他的主要研究範圍包括浮游藻類、定鞭藻類、有毒矽藻及raphidophyte的系統分類。

## 榮譽
2012年，莫斯特魯普教授榮獲在有害藻華領域研究的最高榮譽安元獎，以表揚他終其一生致力於微藻類的生物學，系統分類學及超微結構等各個領域的卓越表現。
以下各屬與物種以他來命名：
- Gyrodinium moestrupii
- Moestrupia
- Ochromonas moestrupii
- Platychrysis moestrupii
- Pyramimonas moestrupii
- Resultomonas moestrupii

## 外部連結
- "Oejvind MOESTRUP" Ocean Expert